# NewTel Communications
NewTel Communications était un fournisseur de services téléphoniques et Internet dans la province canadienne de Terre-Neuve-et-Labrador, ainsi que dans la collectivité française d'outre-mer de Saint-Pierre-et-Miquelon.

## Histoire
D'abord connue sous le nom d'Avalon Telephone Company, elle desservait originellement la péninsule d'Avalon. La compagnie est par la suite devenue la Newfoundland Telephone Company et, à la suite de l'acquisition de quatre petites entreprises de 1948 à 1962, elle  desservait plusieurs autres régions : le sud-ouest de Terre-Neuve entre Port-aux-Basques et Corner Brook, une partie de la péninsule de Burin, Windsor et Grand Falls et la majeure partie du Labrador.
En 1999, NewTel fusionne avec Bruncor (société mère de NBTel), Island Telecom et MTT en 1999 pour former Aliant, aujourd'hui connue sous le nom de Bell Aliant. En 2002, NewTel comptait également une centaine d'abonnés à Saint-Pierre-et-Miquelon.